# Scott Free Productions
Scott Free Productions is een Brits-Amerikaans onafhankelijk film- en televisieproductiebedrijf, opgericht in 1970 door Ridley en Tony Scott.
In 1980 richtten ze een studio op die gespecialiseerd is in de ontwikkeling van speelfilms met de naam Percy Main Productions, vernoemd naar het Engelse dorp Percy Main waar hun vader opgroeide. In 1995 werd de naam hernoemd naar Scott Free Productions. Tussen de films White Squall (1996) en G.I. Jane (1997) werd het bedrijf gereorganiseerd door Ridley Scott.
Het bedrijf heeft kantoren in Londen (Verenigd Koninkrijk) en Los Angeles (Verenigde Staten). Het werkt samen met Ridley Scotts grotere bedrijf, RSA Films, dat film- en televisieregisseurs helpt.

## Filmografie (selectie)
- 1977: The Duellists
- 1991: Thelma & Louise
- 1992: 1492: Conquest of Paradise
- 1994: The Browning Version
- 1994: Monkey Trouble
- 1996: White Squall
- 1996: The Fan
- 1997: G.I. Jane
- 1998: Enemy of the State
- 1999: RKO 281
- 2000: Gladiator
- 2001: Hannibal
- 2001: Black Hawk Down
- 2002: Red Dragon
- 2003: Matchstick Men
- 2004: Man on Fire
- 2005: Kingdom of Heaven
- 2005: In Her Shoes
- 2005: Domino
- 2006: Tristan & Isolde
- 2006: A Good Year
- 2006: Déjà Vu
- 2007: The Assassination of Jesse James by the Coward Robert Ford
- 2007: American Gangster
- 2008: Body of Lies
- 2009: The Taking of Pelham 123
- 2010: Welcome to the Rileys
- 2010: Robin Hood
- 2010: The A-Team
- 2010: Unstoppable
- 2011: The Grey
- 2012: Prometheus
- 2013: The East
- 2013: The Counselor
- 2014: Exodus: Gods and Kings
- 2014: Get Santa
- 2015: Child 44
- 2015: Equals
- 2015: The Martian
- 2015: Concussion
- 2017: Alien: Covenant
- 2017: Murder on the Orient Express
- 2017: All the Money in the World
- 2017: Blade Runner 2049
- 2019: The Aftermath
- 2021: The Last Duel
- 2021: House of Gucci
- 2022: Death on the Nile
- 2024: Alien: Romulus
- 2025: The Chronology of Water